# Benincasa (plant)
Benincasa is een geslacht uit de komkommerfamilie (Cucurbitaceae). De soorten komen voor van Pakistan en India tot in Centraal- en Zuid-Maleisië en het zuidwestelijke deel van het Pacifisch gebied.

## Soorten
- Benincasa fistulosa (Stocks) H.Schaef. & S.S.Renner
- Benincasa hispida (Thunb.) Cogn. - waspompoen